# ريتشارد كيسلر
ريتشارد كيسلر Richard Kessler هو رجل أعمال ورائد أعمال في مجال تطوير الفنادق وعملياتها. يشغل كيسلر منصب رئيس مجلس الإدارة والرئيس التنفيذي لشركة (كيسلر إنتربرايز المحدودة) Kessler Enterprise Inc. منذ عام 1984. وهو أيضًا رئيس مجلس الإدارة والرئيس والمدير التنفيذي السابق لشركة (دايز إن أوف أميركا المحدودة) Days Inn of America Inc. والرئيس السابق لأخوية لوثريان Lutheran Brotherhood.
في عام 1984، أسس كيسلر شركة كيسلر إنتربرايز The Kessler Enterprise التي تتألف من عدة شركات تابعة مملوكة بالكامل تتكون من شركات تطوير وتشغيلية، بعض هذه المشاريع تشمل مجموعة كيسلر للفنادق والمنتجعات ذات الطابع الخاص، ومجمع سيلفروود بلانتيشن السكني الذي تبلغ مساحته 500 فدان، ومنطقة جورجيا الشمالية الصناعية الدولية التي تبلغ مساحتها 1000 فدان، بالإضافة إلى تطوير الأراضي التجارية.
ولد كيسلر في سافانا بجورجيا وهو من سلالة سالزبورغ، مجموعة من اللوثريين من بافاريا جاءوا إلى أمريكا في عام 1732 طالبين بالحرية الدينية.
كيسلر حاصل على درجة البكالوريوس والماجستير في الهندسة الصناعية وبحوث العمليات من معهد جورجيا للتكنولوجيا، وهو متزوج من «مارثا جين ويلسون» من دورهام بولاية نورث كارولاينا، ولدى الزوجان طفلان كبيران، مارك ولورا، وثلاثة أحفاد.

## مجموعة فنادق كيسلر
تمتلك مجموعة Kessler مجموعة وتدير وتؤسس فنادق، ولكل منها موضوع فريد خاص بها. جميع الفنادق جزء من برنامج تسويق مجموعة ماريوت أوتوجراف للفنادق ونظام الحجز المركزي والمبيعات الوطنية ومكاتب العلاقات العامة والخدمات الفنية .